# Ubire Durán
Ubire (Uribe) Durán – piłkarz urugwajski, pomocnik.
Durán w 1942 roku grał w drużynie klubu CA Cerro, a w 1944 roku był już graczem klubu Rampla Juniors.
Jako piłkarz klubu Rampla Juniors wziął udział w turnieju Copa América 1946, gdzie Urugwaj zajął czwarte miejsce. Durán zagrał w czterech meczach - z Chile, Boliwią (tylko w pierwszej połowie - w przerwie zmienił go Alcides Mañay), Argentyną (w 73 minucie zmienił Obdulio Varelę) i Paragwajem (tylko w drugiej połowie - w przerwie zmienił Obdulio Varelę).
W 1950 roku razem z klubem Rampla Juniors wygrał turniej Copa Competencia. Zaliczany jest do najwybitniejszych graczy w historii klubu Rampla Juniors.
Durán grał także w argentyńskich klubach CA Lanús i CA Huracán - łącznie rozegrał w lidze argentyńskiej 53 mecze i zdobył 1 bramkę.
Durán od 14 maja 1944 roku do 16 kwietnia 1952 roku rozegrał w reprezentacji Urugwaju 14 meczów i nie zdobył żadnej bramki.